# Friderika
Friderika je  žensko osebno ime.

## Izvor imena
Ime Friderika je ženska oblika moškega osebnega imena Friderik.

## Različice imena
- Friderike, Freda, Frida, Fridolina, Rika
- sorodni imeni: Mira, Miroslava

## Pogostost imena
Po podatkih Statističnega urada Republike Slovenije je bilo na dan 31. decembra 2007 v Sloveniji število ženskih oseb z imenom Friderika: 241.

## Osebni praznik
V koledarju je ime Friderika zapisano skupaj z imenom Friderik.